# Meißner (Hesse)
Meißner é um município da Alemanha, situado no distrito de Werra-Meißner, no estado de Hesse. Tem 44,81 km² de área, e sua população em 2019 foi estimada em 2.943 habitantes.